# 帯広市医師会看護専門学校
帯広市医師会看護専門学校 （おびひろしいしかいかんごせんもんがっこう）とは、北海道帯広市にある専修学校。
一般社団法人帯広市医師会により設立された帯広市医師会看護高等専修学校が前身である。
専修学校医療分野専門課程であり、卒業後は大学への編入学も可能である。

## 取得資格等
- 専門士の称号
- 看護師国家試験受験資格
- 保健師養成機関の受験資格
- 助産師養成機関の受験資格
- 養護教諭養成機関の受験資格
- 大学の編入資格（看護大学（学部・学科）は3年次編入試験受験資格）

## 所在地
- 北海道帯広市西7条南7丁目3番地2 [注釈 1]

## 沿革
- 1953年（昭和28年） - 前身の帯広市医師会附属准看護婦養成所が創立
- 1981年（昭和56年） - 専修学校化し、名称も帯広市医師会看護高等専修学校に変更、高等課程（准看護師科）設置[2]
- 2023年（令和5年） - 帯広市医師会看護高等専修学校を閉校し、帯広市医師会看護専門学校を開校（医療分野専門課程）[3]